# Sidera
Sidera nello spazio e nel tempo è stata una collana editoriale di romanzi di fantascienza pubblicata da Fanucci Editore fra il 1982 e il 1983. La serie è stata curata da Gianni Pilo ed ebbe una durata complessiva di 11 numeri, i cui primi 6 erano una ristampa integrale della collana Futuro. I Pocket di Fantascienza, pubblicata dallo stesso editore dieci anni prima, mentre i successivi cinque furono una tetralogia di space opera dell'autore britannico Edmund Cooper (in parte firmata sotto pseudonimo) e il primo romanzo dello scrittore italiano italiano Renato Pestriniero, già attivo nell'ambito della narrativa breve.

## Elenco delle uscite
| Numero | Autore             | Titolo                                    | Note | Anno           |
| ------ | ------------------ | ----------------------------------------- | --- | -------------- |
| 1      | Robert Silverberg  | Violare il cielo                          | Romanzo fix-up del ciclo del Fuoco Blu. | 1982           |
| 2      | Philip José Farmer | Un dio dal passato ed altri romanzi brevi | Omnibus allestito dall'autore, comprende tre romanzi brevi: - Un dio dal passato - La figlia del comandante - Come diventare dio e godersela | 1982           |
| 3      | Gordon R. Dickson  | L'artiglio dello spazio                   | Secondo romanzo della dilogia di Dilbia. | 1982           |
| 4      | Cordwainer Smith   | L'astronave d'oro e altri racconti        | Raccolta di otto racconti afferente al ciclo della Strumentalità dell'Uomo.                                                                  | 1982           |
| 5      | Poul Anderson      | Scacchiera fra le stelle                  | Secondo romanzo della saga di Dominic Flandry entro il macro-ciclo della Storia Tecnica.                                                     | 1983           |
| 6      | Clifford D. Simak  | La scelta degli dei                       | | 1983           |
| 7      | Richard Avery      | I vermi della morte di Kratos             | Primo romanzo della tetralogia dei Sacrificabili.                                                                                            | Settembre 1983 |
| 8      | Richard Avery      | Gli anelli di Tantalo                     | Secondo romanzo della tetralogia dei Sacrificabili.                                                                                          | Febbraio 1983  |
| 9      | Richard Avery      | I giochi mortali di Zelos                 | Terzo romanzo della tetralogia dei Sacrificabili.                                                                                            | Settembre 1983 |
| 10     | Renato Pestriniero | Le torri dell'Eden                        | | Dicembre 1983  |
| 11     | Edmund Cooper      | Il veleno di Argo                         | Quarto romanzo della tetralogia dei Sacrificabili.                                                                                           | Giugno 1983    |